# Oreokastro (Gemeindebezirk)
Oreokastro (griechisch Ωραιοκάστρο (n. sg.)) ist ein Gemeindebezirk in der griechischen Region Zentralmakedonien. Laut Volkszählung 2011 hat der Gemeindebezirk 21.716 Einwohner, die namensgebende Stadt Oreokastro 20.852. Die Stadt war 2008 Austragungsort des Badminton-Turniers Greece International 2008, seit 2013 unterhält Oreokastro eine Städtepartnerschaft mit Detmold.

## Gliederung
Die ehemalige Gemeinde Oreokastro wurde 2010 mit Kallithea und Mygdonia zur Gemeinde Oreokastro fusioniert, sie haben seither den Status von Gemeindebezirken. Der Gemeindebezirk Oreokastro selbst bildet den gleichnamigen Stadtbezirk (Δημοτική Κοινότητα Ωραιοκάστρου) und besteht neben der Kleinstadt Oreokastro aus den Dörfern Agios Georgios, Egnatia und Neokastro.